# Lepidoblepharis buchwaldi
Lepidoblepharis buchwaldi — вид геконоподібних ящірок родини Sphaerodactylidae. Ендемік Еквадору.

## Поширення і екологія
Lepidoblepharis buchwaldi мешкають у західних передгір'ях Еквадорських Анд, від Есмеральдаса до Гуаяса. Вони живуть у вологих тропічних лісах, серед опалого листя, трапляються на плантаціях. Зустрічаються на висоті до 900 м над рівнем моря. Відкладають яйця.